# Lurøy
Lurøy ist eine Kommune im norwegischen Fylke Nordland. Die Kommune hat 1948 Einwohner (Stand: 1. Januar 2025). Verwaltungssitz ist der gleichnamige Ort Lurøy.

## Geografie
Die Gemeinde liegt in der Region Helgeland südlich des nördlichen Polarkreises. Sie umfasst Gebiete auf dem norwegischen Festland sowie über 1300 Inseln. Die größten dieser Inseln sind Aldra, Lurøya und Stigen. Lurøy grenzt im Norden und Nordosten an Rødøy, im Osten an Rana. Die restlichen Grenzen verlaufen im Meer. Die höchste Erhebung ist die Strandtindan mit einer Höhe von 1173,5 moh. an der Grenze zwischen Lurøy, Rana und Rødøy. Die größeren Inseln und das Festland sind bergig, während das Terrain der kleineren Inseln flach ist.

## Einwohner
Lovund ist der einzige sogenannte Tettsted, also die einzige Ansiedlung, die für statistische Zwecke als eine städtische Siedlung gewertet wird. Zum 1. Januar 2024 lebten dort 525 Einwohner. Die Anzahl der Einwohner ist rückläufig, von 1946 bis 2016 sank sie um etwa 35 Prozent.
Die Einwohner der Gemeinde werden Lurøyværing genannt. Offizielle Schriftsprache ist wie in vielen Kommunen in Nordland Bokmål, also die weiter verbreitete der beiden norwegischen Sprachformen.
| Jahr          | 1986 | 1990 | 1995 | 2000 | 2005 | 2010 | 2015 | 2020 | 2025 |
| ------------- | ---- | ---- | ---- | ---- | ---- | ---- | ---- | ---- | ---- |
| Einwohnerzahl | 2435 | 2265 | 2189 | 2107 | 2028 | 1900 | 1917 | 1890 | 1948 |

## Geschichte
Nahe der Ortschaft Tonnes auf dem Festland wurden Funde aus der Zeit der Merowinger gemacht. Es wurden unter anderem Waffen, Schmuckstücke und Gebrauchsgegenstände aufgefunden, die heute im Tromsø Museum ausgestellt sind.
Auf der Insel Lurøya befindet sich die Lurøy kirke, eine Holzkirche aus dem Jahr 1812. Am 31. August 1819 fand eines der stärksten in Skandinavien bekannten Erdbeben statt. Davon war die ganze Küste der Region Helgeland betroffen, die Erschütterungen konnten auch in Troms sowie in einigen Teilen Schwedens und Finnlands gespürt werden. Menschen kamen bei dem Erdbeben nicht ums Leben.
Die Kommune Lurøy wurde im Jahr 1837 gegründet. Im Jahr 1872 wurde Træna abgespalten und eigenständig. Die Grenzen haben sich seitdem nicht mehr verändert.

## Wirtschaft
Wichtige Einnahmequellen sind die Fischerei und die Landwirtschaft. Dabei werden auch Fischzuchtanlagen betrieben. In der landwirtschaftlichen Produktion wird vor allem auf die Milch- und Fleischproduktion gesetzt. Auch für die Industrie ist die Fischerei wichtig, da ein großer Teil der Industriearbeitsplätze in der Fischveredelung verankert sind. Im Jahr 2019 arbeiteten von 908 Menschen 762 in Lurøy selbst, weitere waren unter anderem in Alstahaug und Rana tätig.
Am Festland verläuft der Fylkesvei 17, der das Gebiet mit den Nachbargemeinden verbindet. Zudem wird ein Teil des Verkehrs über den Seeweg geleitet, wo Fähren und Boote eingesetzt werden.

## Name
Der Name leitet sich vom altnordischen Namen „Lúðrøy“ ab. Der Bestandteil „lúðr“ steht dabei für „Stock“ und bezieht sich auf den etwa 700 Meter hohen Lureifjellet. Die Nachsilbe „-øy“ bedeutet „Insel“.

## Persönlichkeiten
- Helge Norseth (1923–2008), Widerstandsaktivist und KZ-Überlebender
- Bjørnar Skjæran (* 1966), Politiker